# Scutellospora armeniaca
Scutellospora armeniaca är en svampart som beskrevs av Blaszk. 1993. Scutellospora armeniaca ingår i släktet Scutellospora och familjen Gigasporaceae.   Inga underarter finns listade i Catalogue of Life.